# Mussinae
Sous-famille
Mussinae est une sous-famille de coraux durs de la famille des Mussidae.

## Liste d'espèces
Mussinae comprend, selon World Register of Marine Species (10 juillet 2015), les genres suivants :
- genre Isophyllia Milne Edwards & Haime, 1851 — 2 espèces
- genre Mussa Oken, 1815 — 2 espèces
- genre Mycetophyllia Milne Edwards & Haime, 1848 — 5 espèces
- genre Scolymia Haime, 1852  — 3 espèces